# Marie-Claire Mézerette
Marie-Claire Mézerette, née le 8 septembre 1956 à Petitjean (aujourd'hui Sidi Kacem) au Maroc, est la directrice des divertissements sur la chaîne France 3 depuis 2005.
Entre 2001 et 2005, elle fut directrice de la cellule programmes courts à France 5.